# Shanghai Open 1997
Lo Shanghai Open 1997  è stato un torneo di tennis giocato sul cemento. È stata la 2ª edizione dell'Kingfisher Airlines Tennis Open, che fa parte della categoria World Series nell'ambito dell'ATP Tour 1997. Il torneo si è giocato a Shanghai in Cina, dal 27 gennaio al 2 febbraio 1997.

## Campioni

### Singolare maschile
Ján Krošlák ha battuto in finale   Aleksandr Volkov con il punteggio di 6–2, 7–6(2).

### Doppio maschile
Maks Mirny /  Kevin Ullyett hanno battuto in finale  Tomas Nydahl /  Stefano Pescosolido con il punteggio di 7–6, 6–7, 7–5.